# Jean Itard
Jean Marc Gaspard Itard (Oraison, Alpes-de-Haute-Provence, Franciaország,  1774. április 24. – Párizs, 1838. július 5.) francia orvos, fül-orr-gégész, gyógypedagógus, a hallássérültek gyógypedagógiájának és az oligofrénpedagógiának egyik neves úttörője.

## Életpályája
Kereskedelmi, pénzügyi pályára készült, de a forradalmi, háborús években orvosi tanulmányokat folytatott és 1796-tól sebészként dolgozott. Érdeklődése Philippe Pinel (1745-1826) francia pszichiáter hatására fordult az „Aveyroni vad gyermek”, Viktor (kb. 1788-1828) felé, akit kb. 11 éves korában 1799-ben találtak a caune-i erdőkben. Viktor először megszökött, majd 1800-ban magától visszatért egy lakott házba, ahol gondoskodtak róla. Az eset ismertté vált, az érdeklődés előterébe került, és Viktort a süketek párizsi intézetében helyezték el. Többen megfigyelték, vizsgálták, véleményt mondtak róla, a diagnózisok eltérőek voltak. Pinel például „idiótának” értelmi fogyatékosok minősítette, ami akkor a nevelhetetlenség bélyegét is jelentette. Jean Itard akkor már a süketek párizsi intézetében mint orvos működött (1800-30).
Jean Itard sem hitt az „idióták” taníthatóságában, de Viktort nem tartotta annak, hanem egy, az emberi társadalomtól elszigetelten felnőtt elvadult, tanulatlan fiúnak, aki gondos, rendszeres tanítás révén behozhatja lemaradását. Nagy lelkesedéssel és elszántsággal kezdett Viktor tanításához. Munkájának első szakasza egy évig tartott. Kísérletezéséről 1801-ben számolt be. Programja az alábbi alapelvekre épült: 
- 1. Viktort fokozatosan a társadalmi környezethez kell szoktatni: életmódját kellemesebbé tenni, mint amilyen volt, de a túl nagy különbséget elkerülve, egyben hasonlóvá is.
- 2. Idegrendszere érzékenységét erős ingerekkel kell felébreszteni.
- 3. Igényeit fokozatosan növelni, ismeretkörét bővíteni kell, egyre szorosabb kapcsolatot teremtve közte és környezete között.
- 4. Utánzásra kell kényszeríteni, ezen keresztül fokozatosan rávezetni a beszéd használatára.
- 5. Fel kell ébreszteni a tanulás iránti igényét, előbb a szükségleteit szolgáló tárgyakon keresztül, majd fokozatosan rá kell térni oktatására is.

Jean Itard egy évig tartó munkája alig járt eredménnyel. A küzdelmet nem adta fel. Kísérletezésének második szakaszáról 1807-ben számolt be. Ebben az időszakban 
- 1. az érzékszervek,
- 2. az intellektuális funkciók
- 3. a kedély tervszerű fejlesztését tűzte célul.

Azt vallotta például, hogy a funkciók az aktivitás és pihenés váltakozása révén fejlődnek; az egyik funkció fejlődése az összes többi javulását is elősegíti, stb. Fontosnak tartotta az utánzóképesség kifejlesztését, az érzékszervek fejlesztését, ezek révén lehet eljutni a rajzolás, írás, olvasás megtanulásához és végül a beszéd kialakításához.
Jean Itard hosszas kísérletezés után sem érte el Viktorral a remélt eredményt, de gondosan megtervezett programja és tapasztalatai rendkívüli értéket jelentenek. Édouard Séguin Jean Itard munkássága nyomán dolgozta ki a értelmi fogyatékosok fejlesztésének, gyógyító-nevelésének első részletes módszertanát. Jean Itard tanításai Decroly, Viktor Urbantschitsch és főként Montessori révén a 20. században is éltek.
Jean Itard a süketek párizsi intézetében a szokványos orvosi teendők ellátásán túl hallássérültek felé mint pedagógus is fordult. Megfigyelései alapján arra a feltevésre jutott, hogy a hallásmaradvánnyal rendelkező tanulók hallását megfelelő eljárással fejleszteni lehet. Módszerében a hallásérzékenység felkeltése (különböző hangkeltő eszközökkel, mint harang, csengők, fúvós hangszerek, stb., magán- és mássalhangzókkal, szótagokkal, ritmikus zenével), a beszédhangok, szótagok, szavak hallás utáni differenciálása és a beszéd gyakorlása követik egymást. Bár Jean Itard kísérletezései ezen a téren sem jártak jelentős eredménnyel, mert az intézetben akkor főként az írott- és jelbeszédre tanítás volt az uralkodó, és a kiválasztott tanulók érdeklődése és szorgalma sem volt kielégítő, az általa kidolgozott eljárás (uniszenzoriális hallástraining) új szakasz kezdetét jelentette a gyógypedagógia történetében.
Jean Itard végrendeletében jelentős összeget hagyott „artikulációs osztályok” felállítására. Az ún. „Itard-osztályok” létrejöttek, Jean Itard követőkre talált.

## Munkái (válogatás)
- De l'éducation d'un homme sauvage ou des premiers développements physiques et moraux du jeune sauvage de l'Aveyron. Paris, 1801.; *Rapport sur le sauvage de l'Aveyron. Paris, 1807
- Traité des maladies de l'oreille et de l'audition. Paris, 1821